# アルキタ学生応援ナビ
アルキタ学生応援ナビ（アルキタがくせいおうえんナビ）は、北海道アルバイト情報社が運営する学生向けポータルサイト。

## 概要
2014年4月から配信開始の札幌エリアの学生歓迎バイト求人専門サイト。札幌市内および周辺地域のアルバイトやパートの求人情報を配信し、皆様の仕事探しに役立つサイトを目指す。アーティストや映画監督へのインタビューやレポートをアルキタ学生スタッフが行い、WEB掲載する。更新は毎週月・木曜日6時00分。
　

## WEB
- 活躍人のバイトストーリー　バイトがあって今がある
- 気になるサークル＆スクール

### 学生プレス
- 北海学園大学マチブラ部コラム（＜その三から＞2017年1月〜）

#### 音楽
- MUSICコラム学生時代が過ぎる前に私はこれを聞く（2018年2月〜）
- アルキタ×FM NORTH WAVE　フェススナップ in JOIN ALIVE

#### 映画
- MOVIEコラム学生生活が過ぎる前に、私は映画館に行く（2017年1月〜）
- 西川美和監督（『永い言い訳』）インタビュー（2016年10月）
- ゴジラの“過去と現在”、札幌に襲来！　レポート（2016年10月）
- 『KING OF PRISM -PRIDE the HERO-』キャスト　斉藤壮馬、永塚拓馬インタビュー（2017年6月）
- 『トランスフォーマー/最後の騎士王』IMAX3D レポート（2017年7月）
- 『ナラタージュ』舞台挨拶レポート（2017年10月）
- 吉田大八』監督（『羊の木』）にインタビュー（2018年2月）[1]